# Južnoaravački jezici
Južnoaravački jezici, naziv za skupinu najjužnijih aravačkih jezika koji su se govorili ili se govore na području južnog Brazila, Paragvaja i Bolivije.
Prema Mcquownu (1955) i Greenbergu (1956)
Brazil, Bolivia*, Paragvaj**: Baure [brg]*, Cachiniti, chane [caj]*, Cozarini, Custenau, Echoaladi, Equiniquinao (Bol, Par., Bra.), Guana (Bra., Par.), Iranche, Izocenyo**, Jaulapiti, Layana**, Mehinacu [mmh], Mojo*, paiconeca*, paressi [pab], paunaca*, saraveca  (Bra., Bol.), tereno [ter] (Bra., Par.), Uaura [wau].